# 중국남자농구프로리그
중국남자농구프로리그(중국어 간체자: 中國男子篮球职业联赛, 정체자: 中國男子籃球職業聯賽, 병음: Zhōngguó Nánzϐ Lánqiú Zhíyè Liánsài, Chinese Basketball Association)는 CBA로 약칭되는 중국의 1급 남자 프로 농구 리그이다.
이 리그는 일반적으로 팬들에게 CBA로 알려져 있으며 이 약어는 중국어에서도 정기적으로 사용된다. CBA를 프로 마이너리그인 미국농구리그(NBL)와 구별된다. 중국여자농구프로리그(WCBA)도 있다.
왕즈즈, 멍커바터얼, 야오밍, 이젠롄, 쑨위에 및 저우치를 포함하여 경력 초기에 CBA에 참가한 몇몇 중국 선수들도 NBA(전미 농구 협회)에서 뛰었다. 쉐위양, 왕저린 등도 드래프트에서 지명됐지만 NBA에 출전한 적은 없다.
각 CBA 팀에는 제한된 수의 외국인 선수만 허용된다. 주목할만한 수입 선수로는 전 NBA 올스타 스테폰 마버리, 트레이시 맥그래디, 길버트 아레나스, 스티브 프랜시스, 메타 샌디포드아테스트, 케년 마틴뿐 아니라 CBA 올 스타가 된 여러 NBA 베테랑 마이클 비즐리, 아론 브룩스, 짐머 프레데트, 알 해링턴, 레스터 허드슨, 랜돌프 모리스, 샤블릭 랜돌프, 제러미 린, J. R. 스미스가 포함된다.

## 같이 보기
- 중국 농구 국가대표팀
- 중국 여자 농구 국가대표팀